# معهد رويت للأبحاث

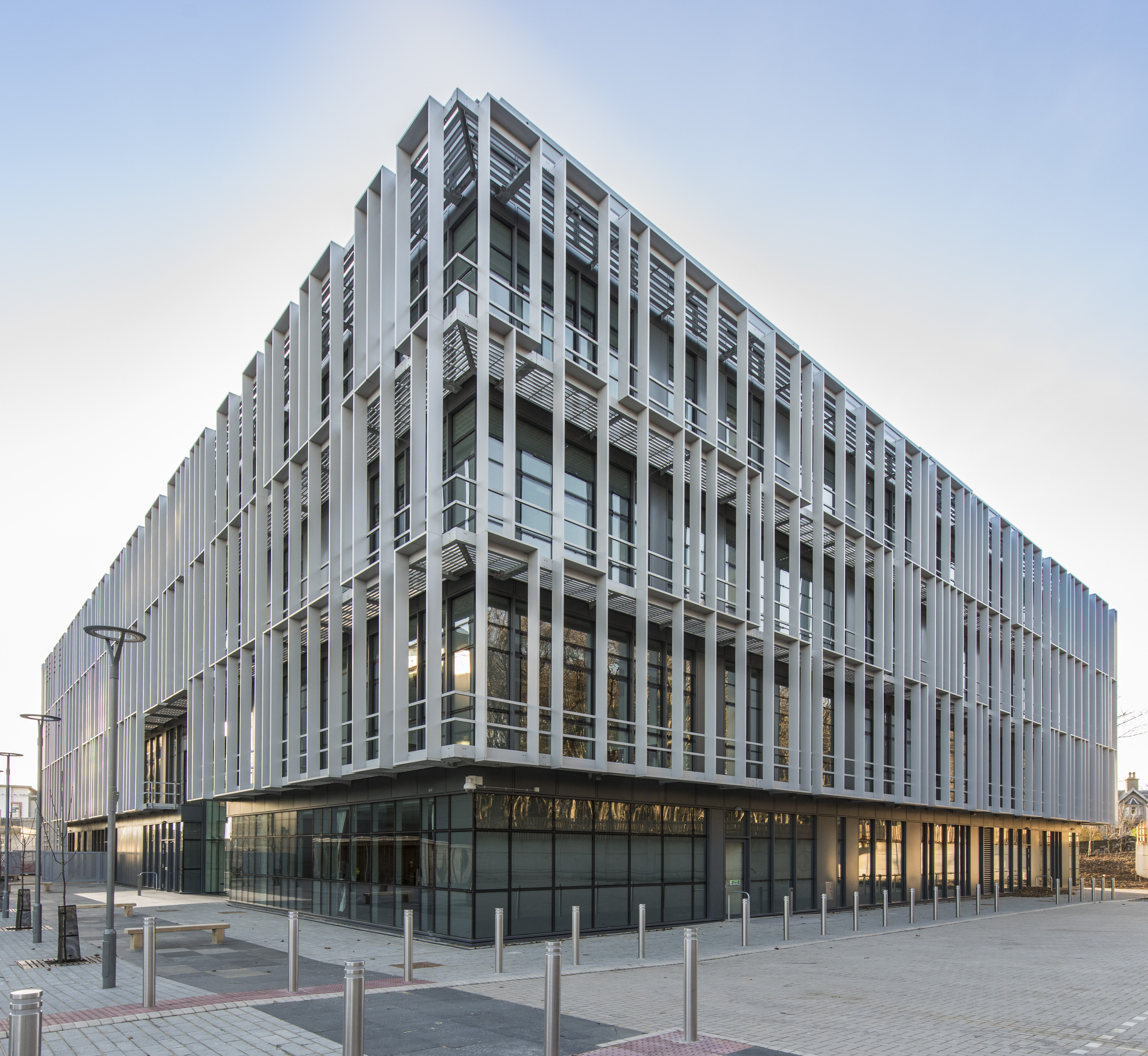
الشكل الخارجي للمبنى الجديد في مُجمع فوريسترهيل الصحي

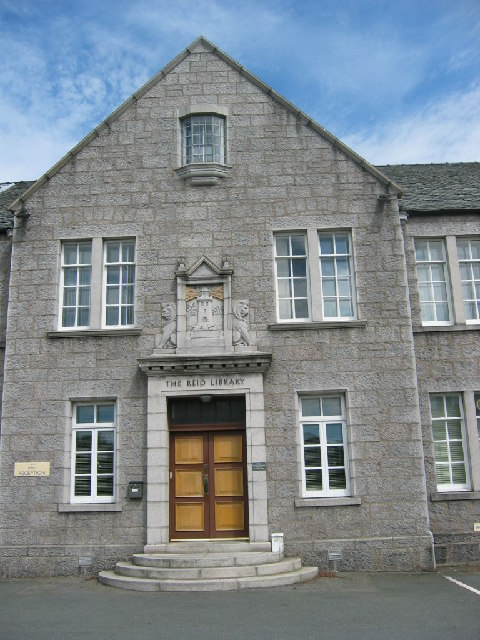
مكتبة The Reid في مقر مقاطعة باكسبرن القديم

معهد رويت بالإنجليزية (Rowett) للتغذية والصحة هو مركز لدراسات الغذاء والتغذية مقرّه أبردين، اسكتلندا.

## تاريخ نشأته
أُنشأ المعهد في 1913م عندما أجمعت كلًا من جامعة أبردين وكلية الزراعة بشمال اسكتلندا على إنشاء «معهد بحثي متعلق بالتغذية  الحيوانية» في اسكتلندا، وكان جون بويد أور هو أول مدير للمعهد ثم أصبح فيما بعد «لورد بويد أور» وانتقل من غلاسكو إلى «براري أبردينشاير» في عام م1914.

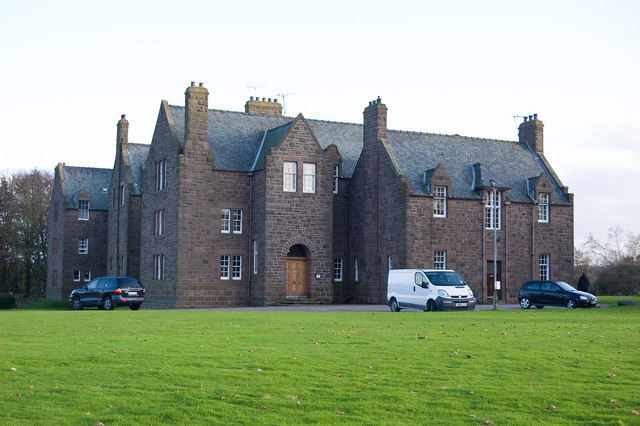
منزل ستراثكونا Strathcona House

خطط أور لإنشاء معهد بحوث التغذية، كما تبرع بـ 5000 يورو لبناء مختبر من الغرانيت في كريبستون، وهي ليست بعيدة عن منطقة بوكسبيرن التي يقع المعهد بها. غادر أور المعهد في أوائل الحرب العالمية الأولى، لكنه عاد في 1919م مع طاقم من أربعة أشخاص ليبدأ العمل في المختبر الجديد. واصل أور جهوده لإنشاء معهد أبحاث جديد، وقد وافقت الحكومة بالنهاية على دفع نصف التكاليف، لكنها اشترطت أن يتم العثور على النصف الباقي من مصادر أخرى.
وقد تبرع دكتور جون كويللر رويت بالمصاريف الأخرى، وهو رجل أعمال وكبير تجار النبيذ والخمور في لندن؛ وقد أتاحت تبرعات رويت شراء 41 فدانًا من الأراضي ليتم بناء المعهد عليها، كما ساهم بـ 10000 يورو لتغطية تكاليف البناء. وقد تبرع رويت بالمال مع شرط مهم جدًا وهو «إذا كان أي عمل يتم إجراؤه في معهد التغذية الحيوانية له تأثيرعلى تغذية الإنسان، فسيُسمح للمعهد بمتابعة هذا العمل». وقد افتتحت الملكة ماري المعهد رسميًا في م1922.
في 1 تموز/يوليو 2008 تم دمج المعهد مع جامعة أبردين ليصبح معهد رويت للتغذية والصحة، كلية علوم الحياة والطب، وقد تم الاحتفال بمئوية المعهد في أبريل 2013.
وفي أذار/مارس 2016، نُقِل معهد رويت إلى مبنى مُقام خصيصًا له في حَرَم كلية الطب في الجامعة في فوريسترهيل Foresterhill في أبردين.

## موظفون سابقون بارزون
- إينسلي إيغو معروف بإثباته التسجيل الكهربي من الألياف العصبية الفردية من المجموعة C في جسم الإنسان، ورئيس الجمعية الدولية لدراسة الألم  (IASP) (1981-84).
- وينيفريد ماجاريت دين، مترجم بارز قام بترجمة النصوص العلمية الألمانية إلى اللغة الإنجليزية.

## موظفون بارزون
- جون بويد أور، مدير المعهد من 1914 إلى 1945م، وحائز على جائزة نوبل عن بحثه المتعلق بالتغذية، وشغل منصب أمين عام منظمة الأغذية والزراعة التابعة للأمم المتحدة.